# Alex Stott
Pour les articles homonymes, voir Stott.
Alexander Gair « Alex » Stott (né le 19 avril 1925 et mort le 19 décembre 1998) est un footballeur écossais.

## Biographie
Il a joué pour de nombreux clubs dont le Portsmouth FC, le Dundee FC, Partick Thistle FC ou encore le Hamilton Academical FC.
Il finit meilleur buteur de la Scottish Football League lors de la saison 1948–1949.

## Palmarès
Dundee FC
- Vice-champion du Championnat d'Écosse de football (1) :
  - 1949.
- Meilleur buteur du Championnat d'Écosse de football (1) :
  - 1949 : 30 buts.